# Irazú

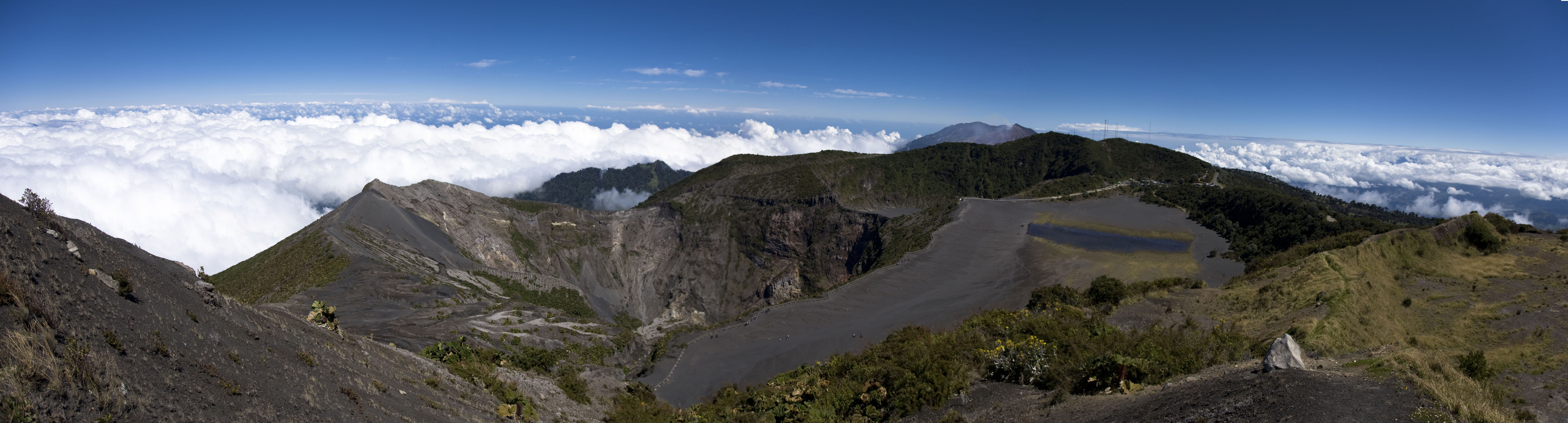
Panorama wulkanu Irazú

Irazú (hiszp. Volcán Irazú) – czynny stratowulkan w środkowej Kostaryce, najwyższy szczyt pasma Kordyliera Środkowa. Jednocześnie jest to najwyższy aktywny wulkan Kostaryki. Góruje nad pobliskim miastem Cartago, dawną stolicą kraju.
Irazú był dość aktywnym wulkanem w czasach historycznych. Od pierwszej zarejestrowanej erupcji w 1723 wybuchał przynajmniej 23 razy. Ostatnia jego erupcja rozpoczęła się w 1963 i trwała dwa lata. Od tej pory wulkan jest uśpiony, ale częste trzęsienia ziemi wskazują na ruchy magmy w głębi ziemi.
Wulkan posiada kilka kraterów. Jeden z nich wypełnia jezioro kraterowe o charakterystycznej zielonej barwie.
Irazú jest popularnym celem wycieczek ze stolicy kraju San José. Na szczyt prowadzi droga, na której codziennie kursują autobusy. Ze szczytu, przy dobrej pogodzie, można ujrzeć wody obu oceanów Atlantyckiego i Spokojnego. Jest to jedyne takie miejsce na kontynencie północnoamerykańskim.